# یوشیهیتو ایزوکا
یوشیهیتو ایزوکا (ژاپنی: 飯塚 欣士؛ زادهٔ ۷ مهٔ ۲۰۰۱) یک بازیکن فوتبال اهل ژاپن است.
از باشگاه‌هایی که در آن بازی کرده‌است می‌توان به باشگاه فوتبال توکیو اشاره کرد.